# Nekrolog 1370
Nekrolog
◄◄
| ◄
| 1366
| 1367
| 1368
| 1369
| 1370 | 1371 | 1372 | 1373 | 1374 | ► | ►►
Weitere Ereignisse | Allgemeiner Nekrolog 1370
Die Beschreibung der verstorbenen Person sollte so kurz wie möglich gehalten sein und nur deren signifikante Tätigkeit(en) enthalten.
Neue Namen ggf. auch unter dem Geburts- und Sterbedatum, also etwa unter 1. Januar und im Geburts- und Sterbejahr (2024) eintragen (nur bei entsprechender großer Wichtigkeit). Für Beispiele siehe die schon vorhandenen Artikel.
Außerdem über die fünf zuletzt Verstorbenen, zu denen es einen ausreichend guten Artikel für eine Präsentation auf der Hauptseite gibt, nach der todesbedingten Überarbeitung der Artikel ggf. auch unter Wikipedia Diskussion:Hauptseite informieren und sie am besten auch in den anderen Wikipedia-Sprachversionen eintragen. Tipp: Regelmäßig bei news.google.de nach „ist tot“, „gestorben“ oder „verstorben“ suchen.
Wenn eine Person gestorben ist, gibt es viele Seiten zu dieser Person in der Wikipedia, die davon auch betroffen sind und entsprechend aktualisiert werden müssen. Beispiele: Namenübersichtsseite, Geburtsjahr, Geburtsort-Seiten und viele mehr.
Wie finde ich die betroffenen Seiten?
Im Suchfeld auf der linken Seite gibt man den Suchbegriff so ein: „Vorname Nachname“. Dann klickt man auf Volltext und alle Seiten mit entsprechendem Suchtext werden aufgerufen. Hier sieht man dann schnell, wo auch das Todesjahr Sinn macht oder sogar ein Teil des Artikels angepasst werden muss. Auch hilft das „Werkzeug“ auf der linken Seite sehr gut, um solche Seiten aufzufinden: „Links auf diese Seite“. Somit ist die Wikipedia wieder aktuell in allen Bereichen! Hinweis: bei Eintragung der Kategorie „Gestorben JAHR“ wird der Missbrauchsfilter 49 ausgelöst, was jedoch nicht schlimm ist. Siehe: Spezial:Missbrauchsfilter/49
Dies ist eine Liste von im Jahr 1370 verstorbenen bekannten Persönlichkeiten. Die Einträge erfolgen innerhalb der einzelnen Daten alphabetisch sortiert. Tiere sind im Nekrolog für Tiere zu finden.

## Januar
| Tag        | Name                   | Beruf, bekannt als                | Alter | Beleg |
| ---------- | ---------------------- | --------------------------------- | ----- | ----- |
| 4. Januar  | Johann I. von Isenburg | Bischof von Meißen                |       |       |
| 17. Januar | Adolf I.               | Graf von Nassau-Wiesbaden-Idstein |       |       |

## Februar
| Tag         | Name                | Beruf, bekannt als             | Alter | Beleg |
| ----------- | ------------------- | ------------------------------ | ----- | ----- |
| 15. Februar | Jean Le Bel         | belgischer Chronist            |       |       |
| 17. Februar | Henning Schindekopf | Marschall des Deutschen Ordens |       |       |

## April
| Tag       | Name                 | Beruf, bekannt als                                            | Alter | Beleg |
| --------- | -------------------- | ------------------------------------------------------------- | ----- | ----- |
| 1. April  | Mathias von Neumarkt | Zisterziensermönch sowie Weihbischof in Olmütz und in Breslau |       |       |
| 27. April | Jakob Colyn          | Schöffe und Bürgermeister der Reichsstadt Aachen              |       |       |

## Mai
| Tag     | Name                   | Beruf, bekannt als                  | Alter | Beleg |
| ------- | ---------------------- | ----------------------------------- | ----- | ----- |
| 23. Mai | Toghan Timur           | Kaiser Chinas aus der Yuan-Dynastie |       |       |
| 29. Mai | Dietrich von Schönberg | Bischof von Meißen                  |       |       |

## Juni
| Tag      | Name                | Beruf, bekannt als       | Alter | Beleg |
| -------- | ------------------- | ------------------------ | ----- | ----- |
| 16. Juni | Eufemia Eriksdotter | Herzogin von Mecklenburg |       |       |

## Juli
| Tag     | Name                   | Beruf, bekannt als                                                                               | Alter | Beleg |
| ------- | ---------------------- | ------------------------------------------------------------------------------------------------ | ----- | ----- |
| 4. Juli | Tādsch ad-Dīn as-Subkī | islamischer Rechtsgelehrter der schafiitischen Schule und Anhänger der aschʿaritischen Theologie |       |       |

## Oktober
| Tag         | Name                        | Beruf, bekannt als                                                         | Alter | Beleg |
| ----------- | --------------------------- | -------------------------------------------------------------------------- | ----- | ----- |
| 9. Oktober  | Heinrich von Herford        | gelehrter Dominikaner, Chronist, Historiker und Theologe                   |       |       |
| 13. Oktober | Adolf VIII.                 | Adeliger in Holstein-Pinneberg und Schenburg                               |       |       |
| 15. Oktober | Tello Alfonso von Kastilien | Herr von Biskaya, erster Herr von Aguilar de Campoo und Graf von Castañeda |       |       |

## November
| Tag         | Name         | Beruf, bekannt als                                                             | Alter | Beleg |
| ----------- | ------------ | ------------------------------------------------------------------------------ | ----- | ----- |
| 5. November | Kasimir III. | letzter Herrscher Polens aus dem Haus der Piasten, König von Polen (1333–1370) | 60    |       |

## Dezember
| Tag          | Name       | Beruf, bekannt als   | Alter | Beleg |
| ------------ | ---------- | -------------------- | ----- | ----- |
| 6. Dezember  | Rudolf II. | Kurfürst von Sachsen |       |       |
| 19. Dezember | Urban V.   | Papst (1362–1370)    |       |       |

## Datum unbekannt
| Tag | Name                                | Beruf, bekannt als                                                                            | Alter | Beleg |
| --- | ----------------------------------- | --------------------------------------------------------------------------------------------- | ----- | ----- |
|     | Albrecht V.                         | Herzog von Sachsen-Lauenburg (1356–1370)                                                      |       |       |
|     | Tommaso del Garbo                   | florentinischer Humanmediziner, Professor der Medizin                                         |       |       |
|     | Guariento di Arpo                   | oberitalienischer Maler                                                                       |       |       |
|     | Kunigunde von Nothaft               | deutsche Äbtissin                                                                             |       |       |
|     | Heinrich Parler der Ältere          | deutscher Architekt, Bildhauer und Dombaumeister                                              |       |       |
|     | Sambucuccio d’Alando                | General, Politiker                                                                            |       |       |
|     | Ulrich III., † vielleicht auch 1369 | Herr von Hanau                                                                                |       |       |
|     | Donato Velluti                      | florentinischer Politiker und Chronist                                                        |       |       |
|     | Vojihna                             | serbischer Woiwode und Kaisar (Caesar), Statthalter von Drama unter Zar Stefan Uroš IV. Dušan |       |       |